# Geng Ding
Geng Ding (庚丁; Kang Ding) bio je kralj drevne Kine iz dinastije Shang, sin kralja Zu Jije te brat Lin Xina. Njegovo je osobno ime bilo Xiao (嚣). Njegov je glavni grad bio Yin (danas ruševine Yinxu).
Geng Ding je bio otac kralja Wu Yija te djed kralja Wen Dinga.